# A Real Diamond in the Rough
A Real Diamond in the Rough es el vigésimo sexto álbum solista del guitarrista Buckethead. El álbum fue anunciado el 27 de abril para ser comprado y que se reciba el 1 de mayo.
El álbum está dedicado a Stan Diamond, el representante legal de Buckethead en el álbum del 2005 Enter the Chicken.

## Canciones
1. Broken Mirror - 4:16
2. Big D's Touch - 4:11
3. Separate Sky - 2:58
4. Dawn Appears - 3:46
5. A Real Diamond in the Rough - 4:08
6. Sundial - 1:04
7. Squid Ink - 3:05
8. Four Rivers - 2:38
9. Allowed to Play - 1:55
10. Formless Present - 3:44
11. Squid Ink Part 2 - 0:56
12. The Miracle of Surrender - 5:37
13. The Return of Captain EO - 3:30

## Créditos
- Buckethead - guitarra
- Dan "Brewer" Monti - producción
- Dedicado a Stan Diamond